# Alba roja, París
Novela del escritor colombiano José María Vargas Vila inspirada en las rebeliones de Colombia a fines del siglo XIX.
Los adolescentes Luis Saavedra y Luciano Miral, amigos de colegio, se nos presentan como grandes destinados de la Tragedia.
El primero: el poeta, hijo de sirvienta, que tiene que luchar por el amor de la hija de los patrones a costa de revelar su propio origen... la desventura del incesto y el voluptuoso dolor del parricidio.
El otro: el panfletario (hijo de héroe militar fallecido) combatiente de la pluma del diario La Hora, opositor del régimen de Herodes, que al igual que el reducido grupo de pensadores libres, es perseguido. Luciano tiene que lidiar además con el clericalismo reinante y las masas envilecidas ante sus libertadores. Es así como se desata la guerra civil y la persecución.